# Anton Stach
Anton Levi Stach (Buchholz, 15 november 1998) is een Duits voetballer die doorgaans speelt als middenvelder. In juli 2025 verruilde hij 1899 Hoffenheim voor Leeds United. Stach maakte in 2022 zijn debuut in het Duits voetbalelftal.

## Clubcarrière
Stach speelde in de jeugd van Buchholzer FC en werd in 2011 opgenomen in de jeugdopleiding van Werder Bremen. Na vier jaar keerde hij bij JFV Nordwest terug bij de amateurs om een jaar later naar VfL Osnabrück te gaan. Zijn eerste speelminuten als seniorspeler maakte hij bij SSV Jeddeloh, waarna hij nog twee seizoenen in het tweede elftal van VfL Wolfsburg speelde.
Stach werd in de zomer van 2020 aangetrokken door SpVgg Greuther Fürth, uitkomend in de 2. Bundesliga. Hier maakte hij op 20 september van dat jaar zijn professionele debuut, in het eigen Sportpark Ronhof tegen VfL Osnabrück. Door een doelpunt van Paul Seguin kwam Greuther Fürth op voorsprong, maar Christian Santos besliste de uitslag op 1–1. Stach moest van coach Stefan Leitl op de bank beginnen en mocht veertien minuten voor tijd invallen voor doelpuntenmaker Seguin. Zijn eerste doelpunt maakte de middenvelder op 6 maart 2021 tegen VfL Bochum. Die club was door een treffer van Anthony Losilla op voorsprong gekomen, waarna Stach op aangeven van David Raum tekende voor de gelijkmaker. Door een benutte strafschop van Robert Žulj won Bochum alsnog met 1–2.
Aan het einde van het seizoen 2020/21 promoveerde Greuther Fürth naar de Bundesliga. Stach ging ook op dat niveau spelen, want in de zomer van 2021 maakte hij voor een bedrag van circa drieënhalf miljoen euro de overstap naar Mainz 05, waar hij zijn handtekening zette onder een verbintenis voor de duur van drie seizoenen met een optie op een jaar extra. Na ruim twee seizoenen als vaste kracht bij Mainz werd Stach voor tien miljoen euro overgenomen door 1899 Hoffenheim, wat hem een contract voor vier seizoenen gaf. Twee seizoenen later vertrok de middenvelder weer en hij leverde Hoffenheim circa twintig miljoen euro op; voor dat bedrag van Leeds United hem over. Hij tekende in Engeland tot medio 2029.

## Clubstatistieken
| Seizoen | Club             | Competitie     | Competitie | Competitie | Beker | Beker | Internationaal | Internationaal | Totaal | Totaal |
| Seizoen | Club             | Competitie     | Wed.       | Dlp.       | Wed.  | Dlp.  | Wed.           | Dlp.           | Wed.   | Dlp.   |
| ------- | ---------------- | -------------- | ---------- | ---------- | ----- | ----- | -------------- | -------------- | ------ | ------ |
| 2017/18 | SSV Jeddeloh     | Regionalliga   | 23         | 4          | 0     | 0     | —              | —              | 23     | 4      |
| 2018/19 | VfL Wolfsburg II | Regionalliga   | 19         | 4          | —     | —     | —              | —              | 19     | 4      |
| 2019/20 | VfL Wolfsburg II | Regionalliga   | 20         | 2          | —     | —     | —              | —              | 20     | 2      |
| 2020/21 | Greuther Fürth   | 2. Bundesliga  | 30         | 1          | 3     | 0     | —              | —              | 27     | 2      |
| 2021/22 | Mainz 05         | Bundesliga     | 29         | 1          | 3     | 0     | —              | —              | 32     | 1      |
| 2022/23 | Mainz 05         | Bundesliga     | 30         | 1          | 3     | 0     | —              | —              | 33     | 1      |
| 2023/24 | Mainz 05         | Bundesliga     | 2          | 0          | 0     | 0     | —              | —              | 2      | 0      |
| 2023/24 | 1899 Hoffenheim  | Bundesliga     | 31         | 2          | 1     | 0     | —              | —              | 32     | 2      |
| 2024/25 | 1899 Hoffenheim  | Bundesliga     | 30         | 1          | 3     | 0     | 6              | 1              | 39     | 2      |
| 2025/26 | Leeds United     | Premier League | 0          | 0          | 0     | 0     | —              | —              | 0      | 0      |
| Totaal  | Totaal           | Totaal         | 212        | 16         | 13    | 0     | 6              | 1              | 231    | 17     |

Bijgewerkt op 23 juli 2025.

## Interlandcarrière
Stach maakte op 26 maart 2022 zijn debuut in het Duits voetbalelftal tijdens een vriendschappelijke wedstrijd tegen Israël. Door doelpunten van Kai Havertz en Timo Werner ging het duel met 2–0 gewonnen. Stach moest van bondscoach Hansi Flick op de reservebank beginnen en hij viel achttien minuten na rust in voor Julian Weigl. De andere Duitse debutant dit duel was Nico Schlotterbeck (SC Freiburg).
| Interlands van Anton Stach voor Duitsland | Interlands van Anton Stach voor Duitsland | Interlands van Anton Stach voor Duitsland | Interlands van Anton Stach voor Duitsland | Interlands van Anton Stach voor Duitsland | Interlands van Anton Stach voor Duitsland |
| №                                         | Datum                                     | Wedstrijd                                 | Uitslag                                   | Competitie                                | Goals                                     |
| Als speler bij Mainz 05                   | Als speler bij Mainz 05                   | Als speler bij Mainz 05                   | Als speler bij Mainz 05                   | Als speler bij Mainz 05                   | Als speler bij Mainz 05                   |
| ----------------------------------------- | ----------------------------------------- | ----------------------------------------- | ----------------------------------------- | ----------------------------------------- | ----------------------------------------- |
| 1                                         | 26 maart 2022                             | Duitsland – Israël                        | 2 – 0                                     | Vriendschappelijk                         |                                           |
| 2                                         | 14 juni 2022                              | Duitsland – Italië                        | 5 – 2                                     | Nations League 2022/23                    |                                           |

Bijgewerkt op 23 juli 2025.